# もう君がいない
「もう君がいない」（もうきみがいない）は、日本のJ-POPグループFUNKY MONKEY BABYSの6枚目のシングルである。

## 概要
- PVとジャケットに戸田恵梨香が出演している。
- CD EXTRAとして、「もう君がいない」のPVが収録されている。
- PVは関東鉄道常総線の騰波ノ江駅（とばのええき）で収録された。
- 2010年、髙橋真梨子がカバーした（アルバム「No Reason 2 〜もっとオトコゴコロ〜」に収録）。

## 収録アルバム
もう君がいない
- ファンキーモンキーベイビーズ2
- ファンキーモンキーベイビーズBEST
- ファンキーモンキーベイビーズLAST BEST
- FUNKY MONKEY BABYS 10th Anniversary “COMPLETE BEST”

ぼくはサンタクロース
- ファンキーモンキーベイビーズBEST
- ファンキーモンキーベイビーズLAST BEST  (DJケミカル & Floor on the Intelligence remix)
- FUNKY MONKEY BABYS 10th Anniversary “COMPLETE BEST”

## 収録曲
1. もう君がいない

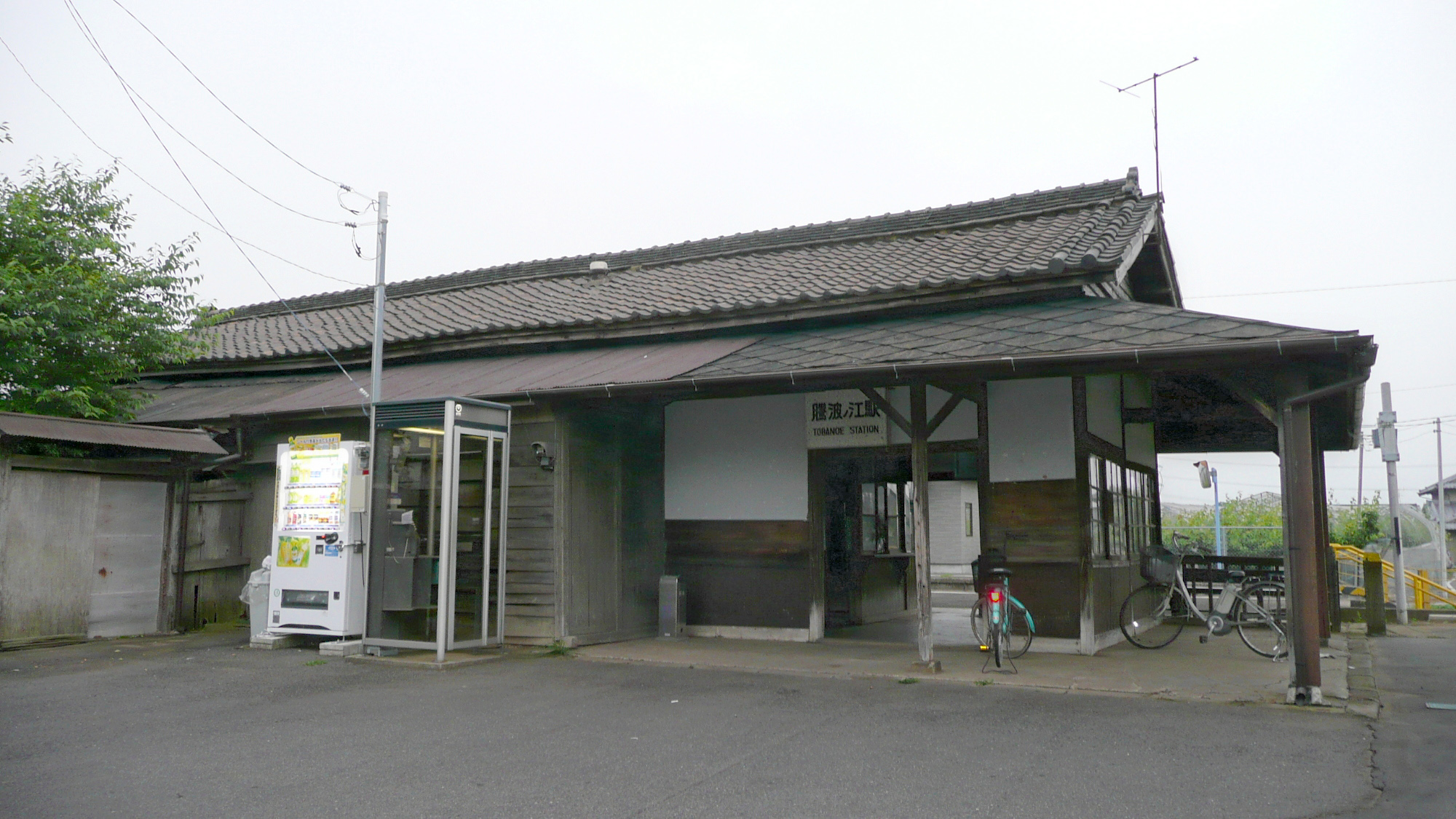
PV撮影が行われた関東鉄道常総線騰波ノ江駅（写真は旧駅舎）

  - 作詞・作曲：FUNKY MONKEY BABYS・菅谷豊・大塚利恵　編曲：Soundbreakers
  - 日本テレビ系『オトナの資格』エンディングテーマ
2. ぼくはサンタクロース
  - 作詞・作曲：FUNKY MONKEY BABYS　編曲：田中隼人
3. もう君がいない（instrumental）
4. ぼくはサンタクロース（instrumental）